# IEEE無線通信學報
IEEE無線通信學報(IEEE Transactions on Wireless Communications)是一份由IEEE通信學會(IEEE Communications Society)及IEEE信號處理學會(IEEE Signal Processing Society)所出版的一年發行6次的期刊。本期刊接受有關無線通信的各個領域的新技術，概念，實驗和應用方面的實踐和理論的論文。根據期刊引证报告，本期刊在2012年的影响因子為<2.418>、特徵因子(eigenfactor)分值為<0.05717>，以及論文影響分值(article influence score)為<1.191>。

## 外部連結
- IEEE Xplore（页面存档备份，存于）
- IEEE Communications Society（页面存档备份，存于）
- IEEE Signal Processing Society